# Rhantus schauinslandi
Rhantus schauinslandi är en skalbaggsart som beskrevs av Ron Garth Ordish 1989. Rhantus schauinslandi ingår i släktet Rhantus och familjen dykare. Inga underarter finns listade i Catalogue of Life.